# Synagoge (Wallertheim)

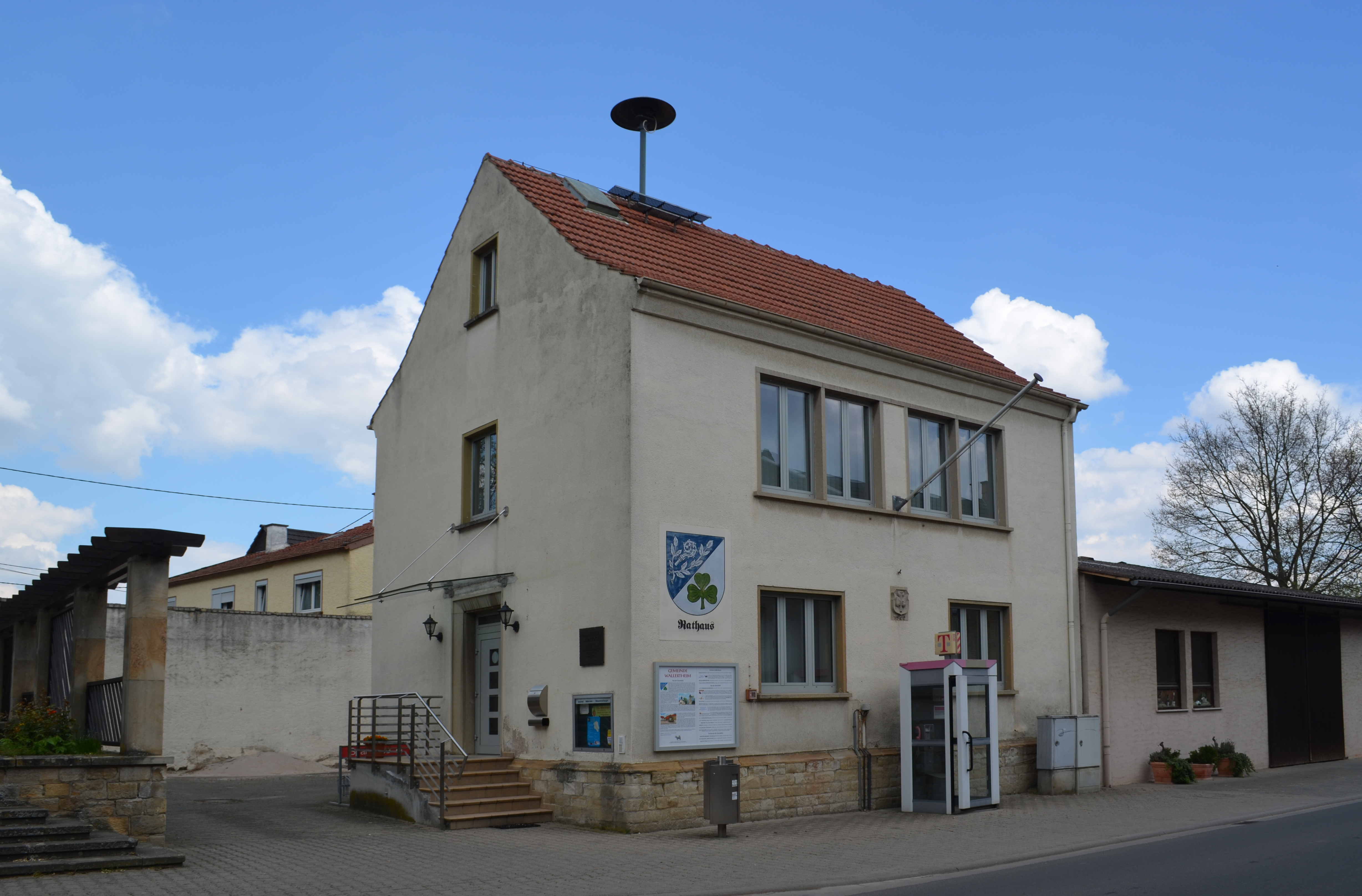
Ehemalige Synagoge in Wallertheim, heute Rathaus

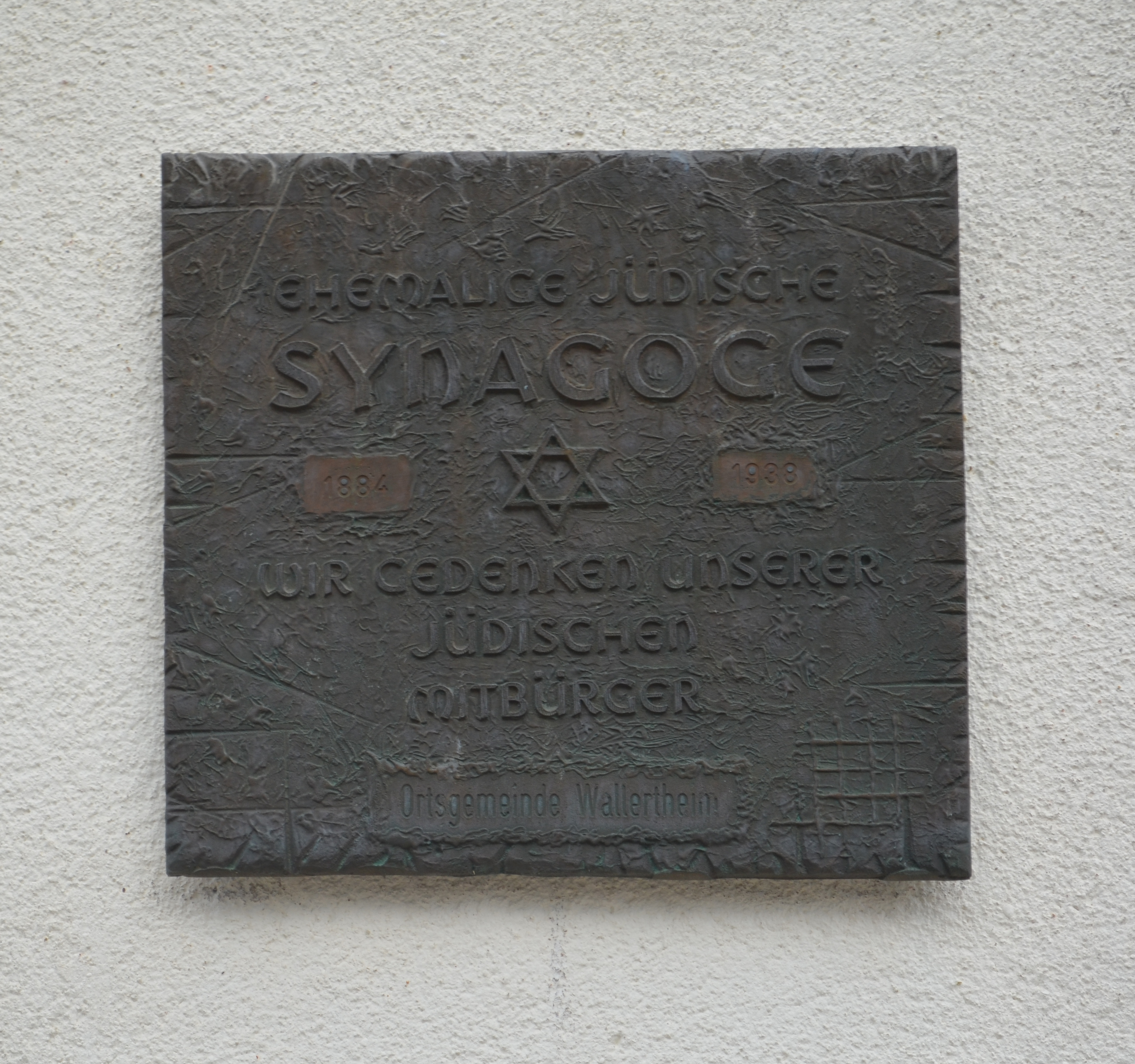
Gedenktafel

Die Synagoge in Wallertheim, einer Ortsgemeinde im Landkreis Alzey-Worms in Rheinland-Pfalz, wurde 1883/84 errichtet. Die profanierte Synagoge an der Neustraße 3 wird als Rathaus genutzt.

## Geschichte
Die feierliche Einweihung der Synagoge fand am 5. September 1884 statt. Durch die Abwanderung der jüdischen Einwohner wurde es bereits in den 1920er Jahren immer schwieriger, den Minjan, die nötige Zehnzahl der jüdischen Männer zum Gottesdienst, zu erreichen. 
Beim Novemberpogrom 1938 wurde das Synagogengebäude verwüstet und in Brand gesetzt, jedoch scheint das Feuer gelöscht worden zu sein. Zunächst war der Abbruch geplant, das Gebäude blieb vermutlich auf Grund der hohen Abbruchkosten stehen.
Nach Abschluss der Restitutionsverhandlungen erwarb 1952 die Gemeinde Wallertheim das Synagogengebäude und ließ es zum Rathaus umbauen. In den Jahren 2005/06 wurden größere Renovierungsarbeiten durchgeführt.
2007 wurde eine Gedenktafel an der Fassade angebracht.